# Collège des Jésuites d'Eu
L'ancien collège des Jésuites est un édifice religieux de la ville d’Eu, situé dans le département de la Seine-Maritime. Fondé à la fin du XVIe siècle par des Jésuites, le collège est fermé en 1762 lorsque le Jésuites sont bannis de France.
Le collège et la bibliothèque sont restés à Eu, confiés par la municipalité à de nouveaux professeurs séculiers. Si pendant la Révolution le collège est supprimé en mars 1792, la ville y fait poursuivre l’enseignement. Laissée dans un presque abandon pendant près de cent cinquante ans, la bibliothèque est transférée en 1973 dans le château acheté par la Ville d’Eu.

## Histoire

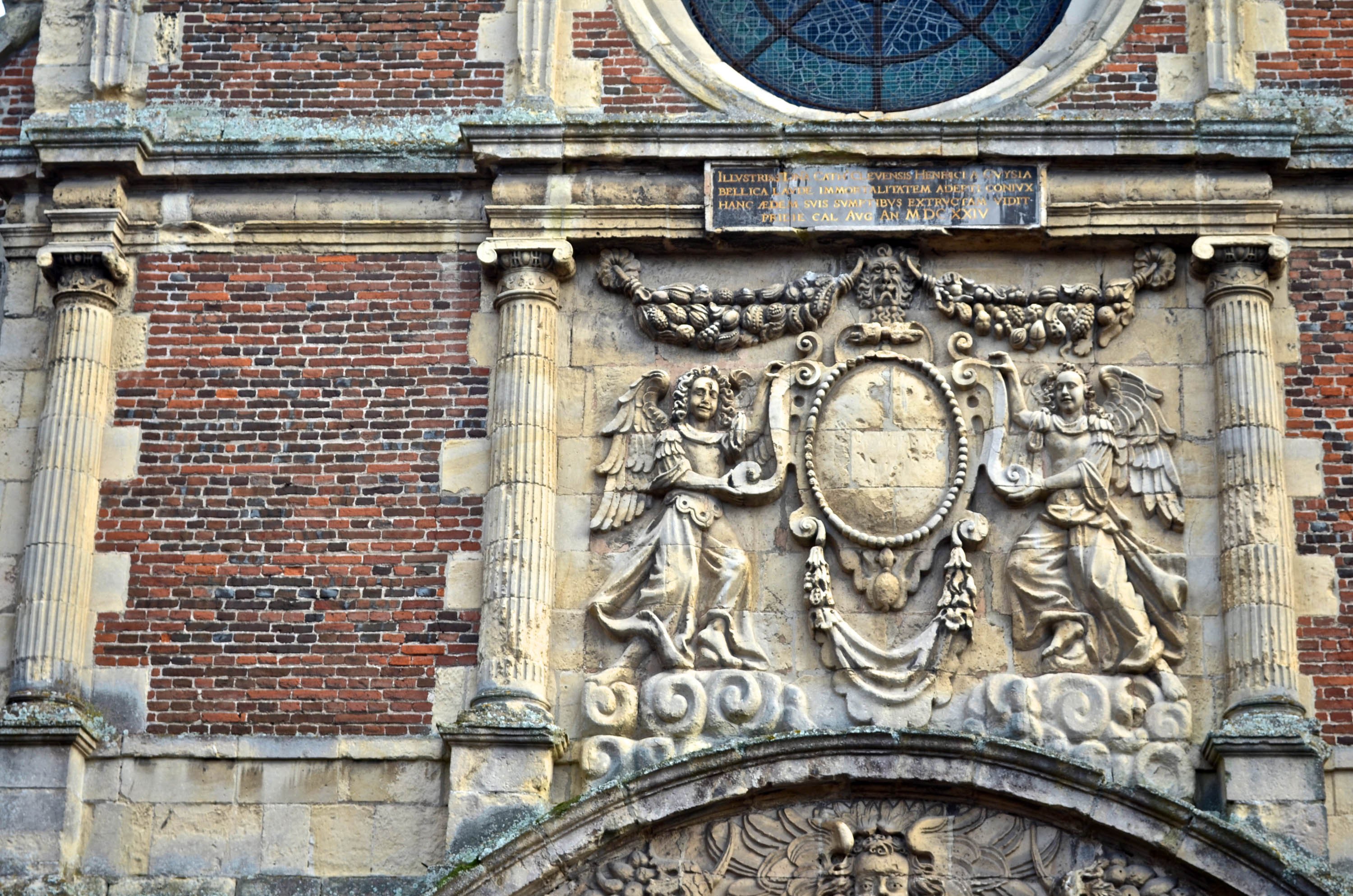
Bas-relief du portail.

En 1580, Henri de Guise, dit le Balafré, époux de Catherine de Clèves, comtesse d’Eu, fait édifier le collège des Jésuites.
Son assassinat à Blois, le 23 décembre 1588, retarde les travaux. Catherine de Clèves décide alors de faire terminer la construction, et d’y ajouter en 1613 une chapelle dédiée à Ignace de Loyola, fondateur de la Compagnie de Jésus, terminée en 1624.
De chaque côté du chœur sont placés les mausolées du duc de Guise et de Catherine de Clèves, commandés le 15 juillet 1627 par cette dernière aux sculpteurs Nicolas Guillain, son fils Simon, Barthélémy Tremblay et son gendre Germain Gissey.
Celui d’Henri de Guise n’est qu’un cénotaphe et non un véritable tombeau, puisqu’après son assassinat son corps fut brûlé et ses cendres dispersées dans la Loire.
Chacun d'eux est représenté deux fois sculpté dans la pierre, allongé sur le côté et priant. Le cénotaphe d'Henri Ier de Guise est orné d'un bas-relief en pierre rappelant ses principaux faits d'armes.
Chacun des deux monuments funéraires est encadré par deux grandes statues, celui d'Henri de Guise la Religion et la Force, celui de Catherine de Clèves la Prudence et la Foi.
La chapelle sert aujourd’hui de lieu d’expositions.
La chapelle du collège des Jésuites d’Eu est classée Monument historique depuis 1846, la porte d’entrée depuis 1914. Les façades et toitures des autres bâtiments formant l'ancien collège des jésuites, y compris la cave, les sols d'assiette des deux cours et les murs soutenant la terrasse sont inscrits partiellement par arrêté du 29 avril 2022.

## Architecture de la chapelle
La chapelle est un exemple de ce que l’on a appelé un peu hâtivement le « style jésuite », qui mêle les influences de la Renaissance et du style Louis XIII. La construction s’inspire de l’église des Jésuites de Rome. Elle mêle la pierre de taille et la brique.

### Façade
La façade, symétrique, s’organise en trois travées : un corps central et deux ailes, divisés par des chaînages et des corniches en pierre de taille.
Le portail est surmonté d’un arc cintré et flanqué de colonnes toscanes, puis au-dessus vient un grand bas-relief, encadré de colonnes ioniennes, où deux anges supportent un cartouche ovale, enfin un grand oculus circulaire et des pilastres et chapiteaux corinthiens. Le tout est surmonté d’un fronton triangulaire, puis d’un grand fronton semi-circulaire avec oculus, et ailerons latéraux.
Les corps latéraux présentent chacun une porte, une fenêtre en plein cintre et un aileron. Une tourelle octogonale, coiffée d’un toit en dôme, complète l’ensemble.

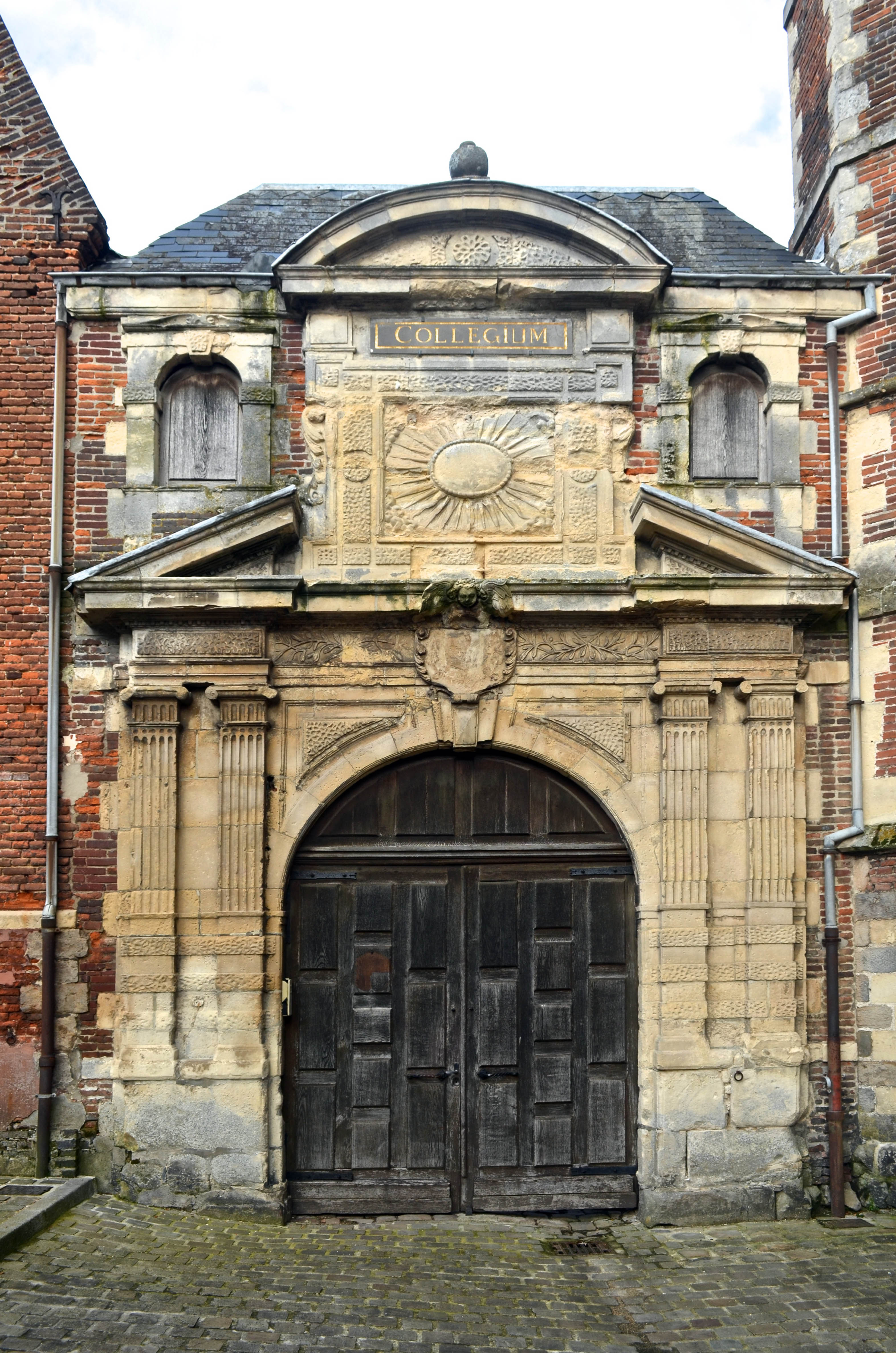
Portail du collège des Jésuites.
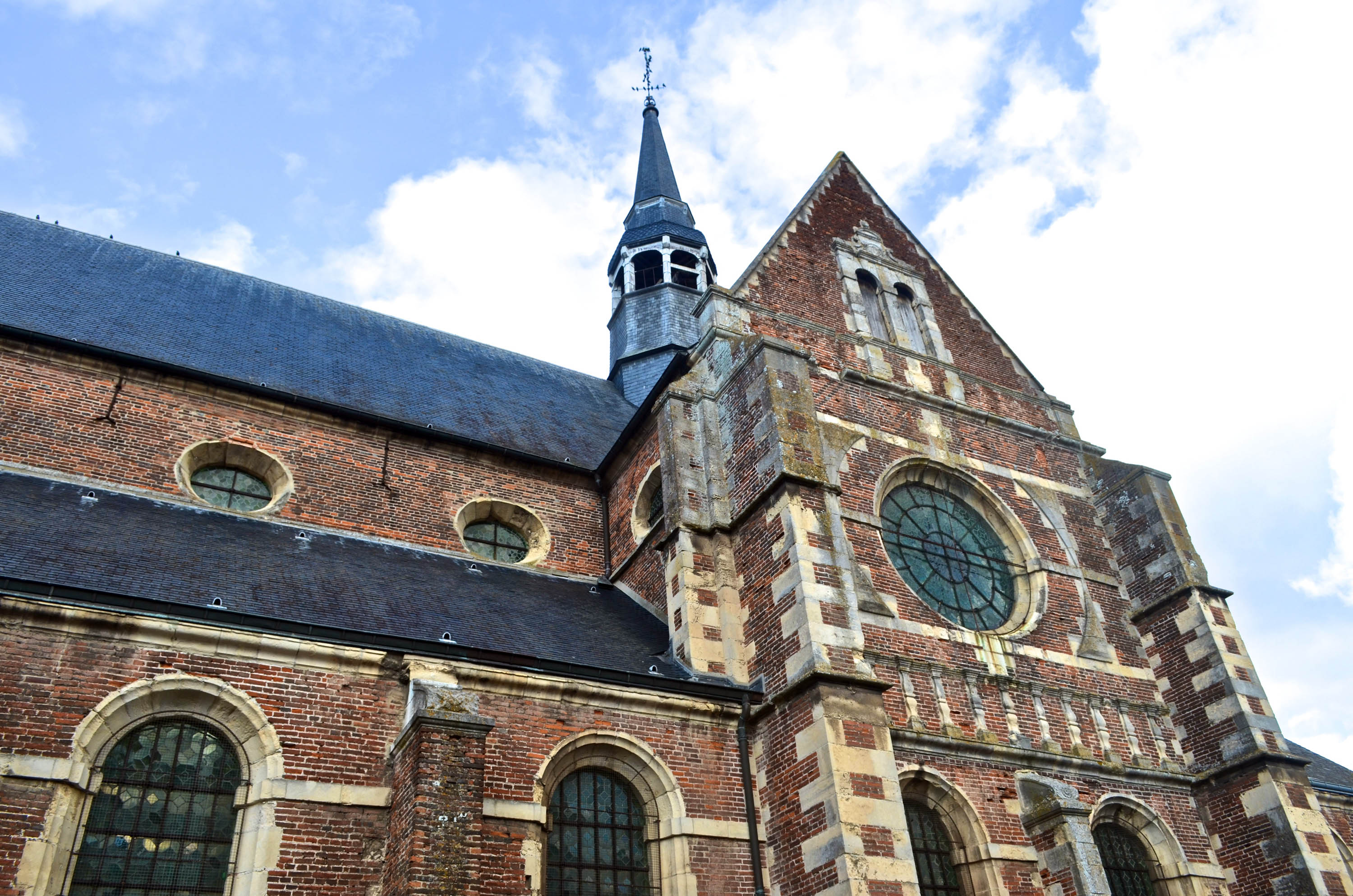
Nef et transept, côté sud.
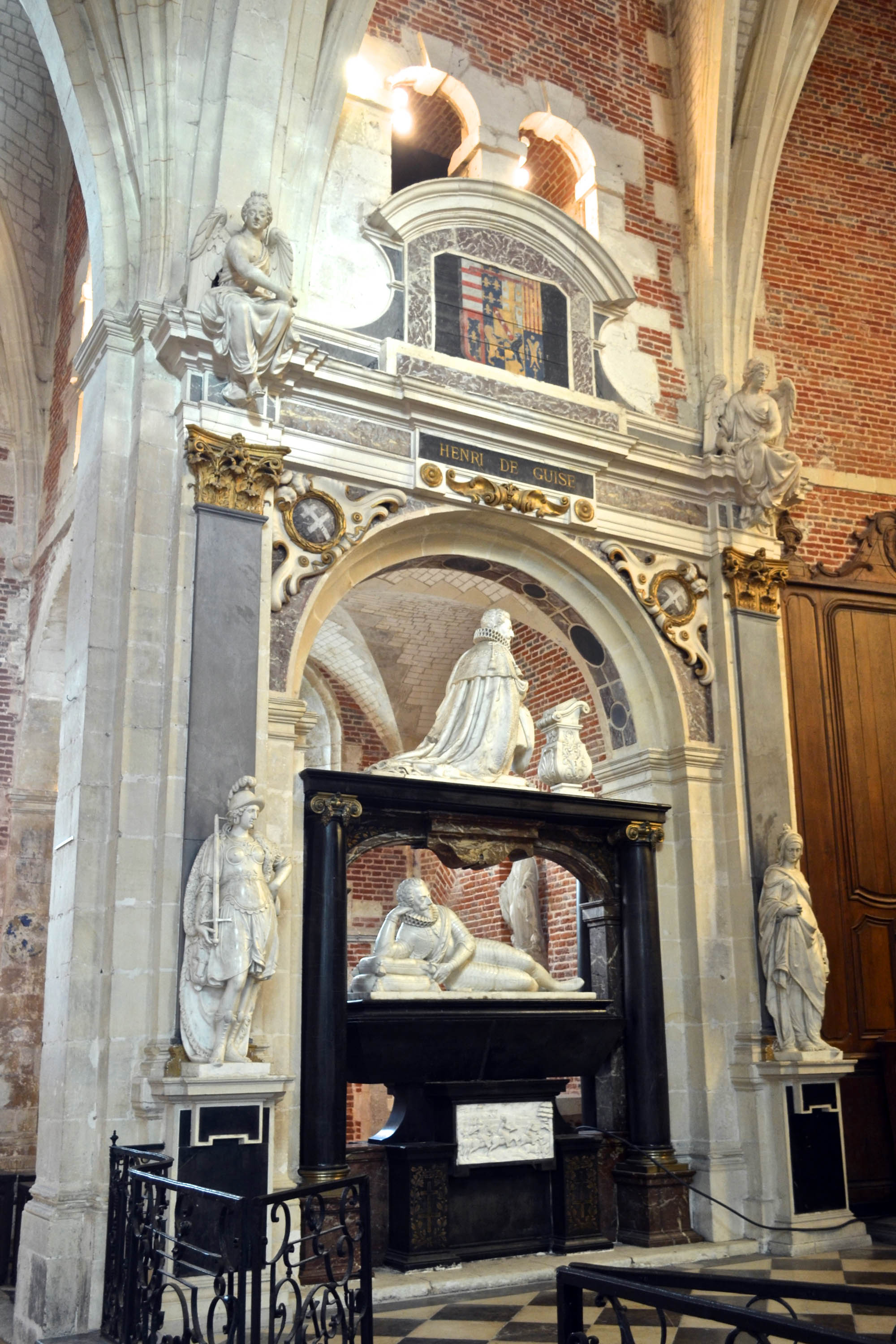
Mausolée d’Henri de Guise.
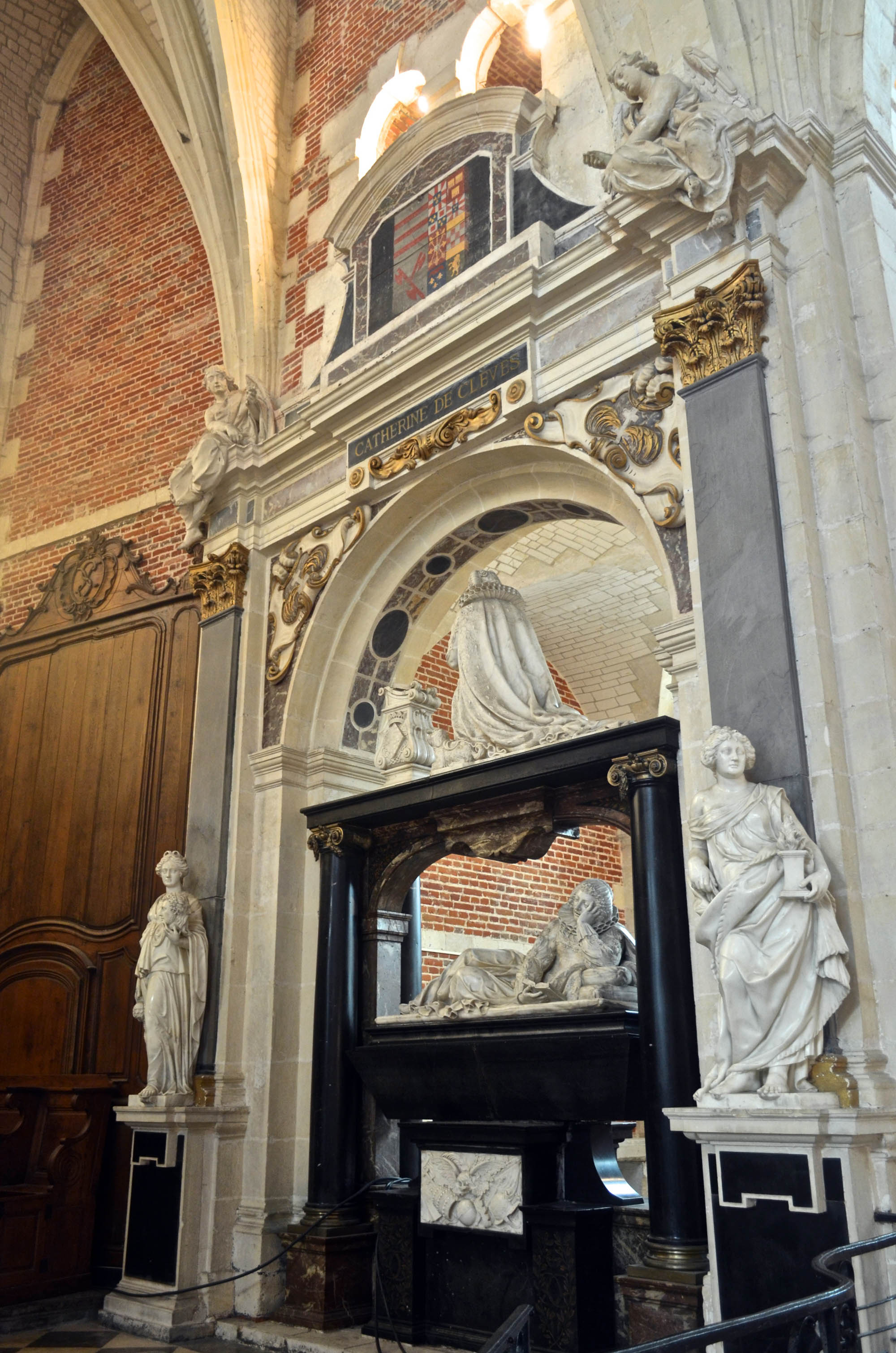
Mausolée de Catherine de Clèves.

## Pour approfondir

### Pages connexes
- Liste des comtes d'Eu
- Maison de Lorraine
- Maison de Guise
- Collégiale Notre Dame et Saint Laurent d'Eu
- Château d'Eu